# Хулио Олартикоечеа
Хулио Хорхе Олартикоечеа (шп. Julio Jorge Olarticoechea; 18. октобар 1958) бивши је аргентински фудбалер.

## Спортска каријера
Играо је на позицији одбрамбеног играча. Био је учесник на три Светска првенства 1982, 1986 и 1990. Са репрезентацијом Аргентине освојио је Светско првенство 1986. године. Играо је на чувеној утакмици против Енглеске у четвртфиналу (2:1), као и против Западне Немачке у финалу (3:2).
У каријери је играо за Расинг, Ривер Плејт, Боку јуниорс, Нант, Аргентинос јуниорс и Депортиво Мандију.

## Успеси
Ривер Плејт
- Примера дивисион: Насионал 1981.

Репрезентација
Аргентина
- Светско првенство: 1986.